# Atelopus erythropus
Atelopus erythropus är en groddjursart som beskrevs av George Albert Boulenger 1903. Atelopus erythropus ingår i släktet Atelopus och familjen paddor. IUCN kategoriserar arten globalt som akut hotad. Inga underarter finns listade.